# Hermannia exornata
Hermannia exornata är en kvalsterart som först beskrevs av Balogh 1964.  Hermannia exornata ingår i släktet Hermannia och familjen Hermanniidae. Inga underarter finns listade i Catalogue of Life.